# Couvent de Bebaias Elpidos
 (juillet 2025).

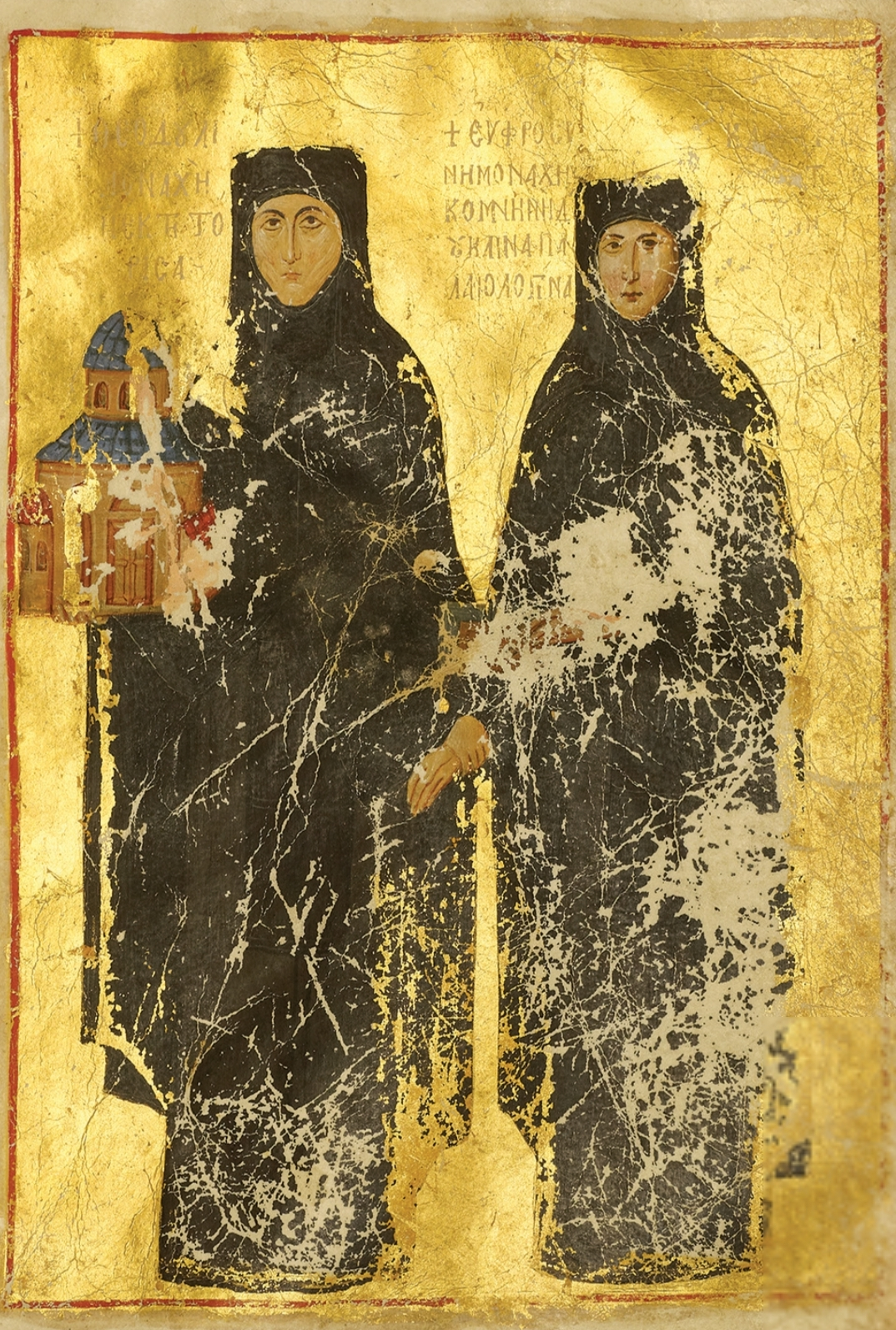
Théodora Synadene et sa fille Euphrosyne habillée en nonne.

Bebaias Elpidos (Bebaia Elpis), couvent fondé au début du XIVe siècle (entre 1327-1335) à Constantinople (Heptaskalon) par Théodora Synadene, nièce de l’empereur Michael VIII Paléologue et épouse de John Angelos Doukas Synadenos, dédié au Théotokos Bebaias Elpidos (« espoir certain »). Veuve, Théodora Synadene se retira au couvent, prenant le nom monastique de Théodoule ; sa fille Euphrosyne, la « seconde fondatrice » du couvent, l'accompagna. Le monastère, connu que par sa longue règle monastique, rédigée par Théodora elle-même entre 1327 et 1342 et conservée dans un luxueux manuscrit en parchemin au Lincoln College d’Oxford. Il comprend dix pages de doubles portraits, montrant la famille de la fondatrice (son mari, ses parents, ses trois enfants, ses quatre petites-filles et leurs maris).

## Localisation
Situé dans la région sud de la métropole (Heptaskalon), le couvent, entouré des maisons familiales de Théodora, était situé au bord d'une route publique, où se trouvaient également d'autres monastères, dont les monastères de Mosele, Kyriotissa et Glabaina, et à proximité des églises Saint Onouphrios et Saint Akakios.

## Histoire
À sa fondation, le couvent comptait environ trente religieuses, sa fille Euphrosyne, par la suite, augmenta ce nombre dans la cinquantaine, professant suivre les souhaits de sa mère tels qu'elle les a exprimés avant sa mort. Comme dans beaucoup d'autres couvents de cette époque, la communauté est formellement divisée entre les sœurs de chœur et celles chargées des divers offices communaux. Sous la direction de l'ecclésiarchie, l'officier supérieur du couvent, après le supérieur en chef, les sœurs de chœur se consacraient exclusivement à l'accomplissement des services religieux. Elles devaient célébrer les offices, les vigiles, les jeûnes et les génuflexions selon les prescriptions du typikon liturgique de Saint-Sabas (Mar Saba).

### Vie au monastère
Les qualifications établies pour l'ecclésiarchie exigeaient qu'elles soient capables de chanter et de psalmodier en accord, et qu'elles soient familières avec l'office ecclésiastique et le rituel. Les sœurs affectées à d'autres tâches devaient néanmoins peaufiner leur prière et assister aux services religieux chaque fois qu'elles avaient du temps libre. Les religieuses analphabètes qui assistent aux offices doivent prier avec « ces phrases courtes mais puissantes, acceptées par Dieu à la place de toute autre prière ». Les sœurs, recevant des matériaux pour diverses tâches, de la surveillante de la réserve, ces dernières lui rendaient alors les produits finis (vêtements). Toute rétention à la suite de l’accomplissement d’une tâche est condamnée comme un vol ou un sacrilège. Les travaux privés ne sont pas non plus autorisés. Le couvent suivait les éléments de base du cénobitisme. Malgré tout, une personne, uniquement issue de la noblesse, pouvait posséder une servante.
Un prêtre devait célébrer l'eucharistie, dans l'église de la fondation, quatre fois par semaine : les mardis, les jeudis, les samedis et les dimanches (jours non fériés). Le célébrant devait être un homme pieux et marié. Ce dernier était également chargé de diriger les services du matin et du soir de l'office quotidien. Les familles des religieuses pouvaient rendre visite occasionnellement à une sœur, avec la permission du supérieur. Ils rencontraient leur parent en compagnie d’une vieille religieuse, dans la zone située entre les portes intérieure et extérieure du monastère. Une religieuse plus jeune, accompagnée de deux autres religieuses, pouvait même rendre visite à ses proches à domicile par rares occasions, mais devait revenir au couvent le soir même et être ensuite interrogée par le supérieur. Les visiteurs des deux sexes pouvaient se présenter.
Comme dans la plupart des institutions contemporaines, le typikon du monastère Saint-Sabas (Mar Saba) de Jérusalem réglementait le régime alimentaire des religieuses, aussi bien pendant les jeûnes que les jours ordinaires. D’une manière générale, les religieuses devaient pratiquer la modération, définie comme cesser de manger « quand on a encore un peu faim », et ne pas faire de manger « une fin agréable en soi, mais seulement un moyen de survie ». La nourriture, y compris le poisson frais et d'autres produits saisonniers, devait être achetée à l'extérieur du couvent trois fois par semaine. Une allocation de trois pièces d’or (nomismata) était prévue pour la fête patronale, particulièrement coûteuse et abondante, et de deux nomismata pour le « repas élégant et coûteux » associé au service commémoratif des parents de la fondatrice.
La supérieure et la surveillante de la réserve étaient responsables de fournir aux religieuses des vêtements et d’autres besoins essentiels. De nombreux vêtements étaient distribués aux religieuses chaque année, tandis que d'autres (principalement des vêtements d'extérieur) étaient distribués tous les trois ans. Les chaussures étaient réparées dans un atelier situé à l’intérieur du couvent. Les religieuses recevaient également une allocation mensuelle de nitrate pour laver leur propre linge. Les religieuses, qui le choisissaient, avait la permission de se baigner quatre fois par an, les religieuses malades pouvant se baigner plus souvent selon les prescriptions soumis par un médecin. Le médecin convoqué devait être « compétent et pieux », le coût du traitement étant supporté par le couvent et les recommandations du médecin concernant la nourriture, les médicaments et les bains devait être respectées.

### Gouvernance du couvent
Le couvent prônait sa liberté et son indépendance ; le monastère, se défendant des entreprises religieuses privée voulant en prendre le contrôle, ne devait point être ajoutée et ni unie à aucun autre couvent, église, hospice ou maison de retraite. La peine capitale étant réservée à ceux nuisant à l’indépendance du couvent, alors désigné comme traître.
La Déesse (Bebaias Elpidos) auquel le couvent est dédié est désignée même comme la véritable propriétaire et gardienne du couvent. La fondatrice exerce tout de même un certain protectorat sur le couvent.
Affirmant que « la nature fragile de la femme » requiert la tutelle et la protection masculines, son fils aîné est alors désigné comme premier titulaire de la fonction, qui sera suivi à son tour par son fils aîné suivant et d’autres parents suffisamment puissants et pieux. Leurs responsabilités consistaient à défendre le typikon, à subvenir aux besoins matériels des religieuses et à repousser leurs ennemis. Le supérieur devait être choisi au sein de la communauté, procédure dite « conforme à la tradition des pères ». La liste des qualifications de l'auteur pour cette fonction ne restreignant point le choix à une catégorie d'individus.
En ce qui concerne les autres postes retrouvés à l’intérieur du couvent, on y retrouvait un responsable disciplinaire, un surveillant de la réserve, un gardien et un cellérier, ce dernier étant assisté par divers assistants, dont le cuisinier, le boulanger et un serveur ; des élections pour la sélection d’une personne pour un poste quelconque étaient organisé. Il arrivait quand même que les supérieurs désignaient un rôle. La parole du supérieur en chef était jugée comme irréprochable et irréversible ; le supérieur avait le contrôle et exigeait l’obéissance totale de toutes les religieuses du couvent.
Divers services commémoratifs était organisé aux divers bénéficiaires et donateurs, en échange de divers dons d’icônes, de lampes, de vignes, de meubles, ainsi que d’importantes sommes d’argent. La lecture du typikon, devait avoir lieu au réfectoire à l'heure des repas et ce, au début de chaque mois. Aussi, le supérieur devait enseigner et transmettre les préceptes du typikon aux sœurs, les incorporant alors dans leur propre vie.